# Schmutzfänger

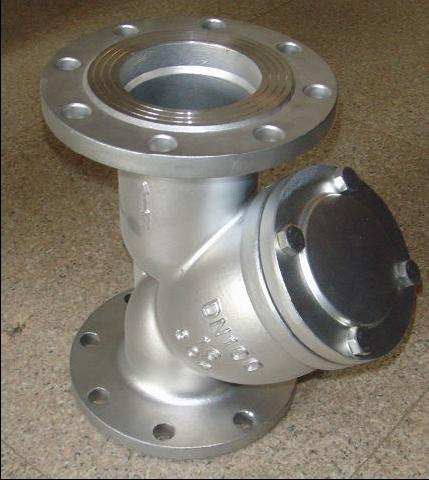
Schmutzfänger mit der NW 100 für Niederdruckanwendungen

Flüssigkeiten und Gase, die in Rohrleitungssystemen strömen, können Verunreinigungen enthalten, die die Rohre, aber insbesondere die Armaturen verunreinigen und im Laufe der Zeit verstopfen können. Deshalb sind am Eintritt der Rohrleitungen Filter als Schmutzfänger eingebaut, die die Verunreinigungen zurückhalten. Filtermittel sind meist Drahtgewebe oder feinporige Körper. Besonders schmutzempfindliche Geräte, wie Kondensatableiter, haben oft zusätzlich einen eigenen Filter vorgeschaltet. Schmutzfänger zählen zu den Armaturen.

## Verwendung
Sie werden als Armaturen in Rohrleitungen eingesetzt zum Schutze von:
- Ventilen
- Pumpen
- Druckdifferenzmessgeräten
- Volumenstrommessgeräten
- Messelektroden
- Wärmetauschern

## Weitere Bedeutungen

### Fahrzeugbau
Als Schmutzfänger werden auch jene eher weichen Teile bezeichnet, die an Kfz hinter den Rädern, von der starren Karosserie nach unten vorstehend, montiert sind. Sie sollen verhindern, dass nach hinten hochspritzendes Wasser und aufstiebender Staub bzw. Körner die Karosserie verschmutzen oder nachfolgende Fahrzeuge treffen. Schmutzfänger waren bis um 1950 an fast jedem Kfz zu sehen und waren wohl auch wegen des typisch langen Federwegs französischer Autos an diesen bis um 1980 besonders lang gebaut. Früher waren sie eher als flexible Gummilappen ausgeformt, später auch als in Wagenfarbe lackierte Kunststoffformteile, die nur wenig nach unten vorstehen. Indem heute in den Radkästen durchwegs Kunststoffinnenverkleidungen eingebaut sind, übernehmen deren Hinterkanten auch die Funktion früher eher eigenständiger Schmutzfänger. Schmutzfänger an Lkw („lärmarm“) sind seit etwa 1990 innen mit Rillen, einem Belag aus Stacheln oder grobem offenporigen Schaum ausgestattet, um das Roll- und Motorgeräusch besser zu dämmen und hochspritzendes Schmutzwasser trotz starken Luftzugs kapillar gut aufzunehmen und erst an der Unterkante wieder abtropfen zu lassen. Damit die tief hinunter reichenden Lappen sich weder bei Vorwärts- noch bei Rückwärtsfahrt in tiefem Schnee mit dem Reifen verfangen können, werden sie bisweilen nahe der Unterkante von kleinen Ketten oder Seilchen gefasst, die nach hinten oben führen: So wird ein Pendeln nach vorne bis an den nahen Reifen verhindert. 

### Kanalbau
Im Kanalbau werden Schmutzfänger unter Schachtabdeckungen eingebaut. Dabei handelt es sich um Blechwannen, die durch die Ventilationsöffnungen eintretenden Schmutz auffangen, damit dieser nicht in das Kanalnetz gelangt.